# Movlud Miraliyev
Movlud Miraliyev (27 de fevereiro de 1974) é um judoca azerbaijano.
Foi medalhista olímpico, um bronze em Judô nos Jogos Olímpicos de Verão de 2008, Pequim. Terminou em quinto lugar nas Judô nos Jogos Olímpicos de Verão de 2004, perdendo a medalha de bronze para o alemão Michael Jurack.
Miraliyev aposentou-se após os Jogos Olímpicos de 2008.